# Таку Сигэсуми
Таку Сигэсуми (яп. 多久 茂澄, 10 июля 1811 — 4 февраля 1843) — самурай княжества Сага периода Эдо, 10-й глава рода Таку.

## Биография
Третий сын Таку Сигэтики, 9-го главы рода Таку. В 1814 году его отец был вынужден взять на себя ответственность за ухудшение финансового положения княжества и получил приказ уйти в отставку, поэтому Сигэсуми унаследовал семейное главенство.
В марте 1826 года даймё Набэсима Наринао приказал ему участвовать в управлении княжеством, а уже в ноябре, в возрасте 16 лет, Сигэсуми был назначен на этот пост каро, но в 1830 году, когда Наринао ушёл в отставку, а Набэсима Наомаса стал даймё, Сигэсуми постепенно дистанцировался от управления.
В 1835 году в замке Сага вспыхнул пожар, и правительственная ставка была перенесена в резиденцию Таку, а в 1836 году была обнаружена внебрачная связь Сигэсуми с Мати, женой Набэсимы Сигэкуна из семьи Фукахори-Набэсима, чей особняк находился по соседству с Таку. Мати и Тамэ, жена Таку Сигэсуми, были сёстрами даймё Набэсимы Наомасы. В октябре того же года Сигэсуми был уволен со своего поста и посажен под арест. Первоначально он был приговорён к смертной казни, но Наомаса и предыдущий даймё Наринао посоветовались, и 20 декабря его земли был конфискованы, и он стал ронином. На следующий день, 21 декабря, земли в размере 7000 коку были переданы старшему сыну, Сигэцугу. Это событие известно как «ночь ронина Таку».
В 1837 году Сигэсуми сменил своё имя на Иссуй (一睡, «короткий сон») и в 1843 году умер в возрасте 31 года. Он был похоронен в семейном храме Энцу-дзи в Таку. Конфискованные земли были полностью возвращены в марте 1843 года в честь заслуг его предков.